# 海ほたるパーキングエリア
海ほたるパーキングエリア（うみほたるパーキングエリア、英称：Umihotaru PA）は、千葉県木更津市中島地先海ほたる（木更津人工島）にある東京湾アクアラインのパーキングエリア。
パーキングエリアではあるが、店舗の設備、規模はサービスエリア並みかそれ以上である。展望デッキやモニュメント、幸せの鐘、うみめがね〜アクアラインシアター〜、ご当地グルメなど観光スポットとなっている。日本夜景遺産に指定されている。

## 名称
名前の由来は、一般公募したところ「海上に浮かぶ光」ということで「海ほたる」となり、同名の生物をキャラクターとして使うことになったものである。今日ではパーキングエリアの名称から転じ、人工島自体を「海ほたる」と呼ぶ場合がある。

## 人工島

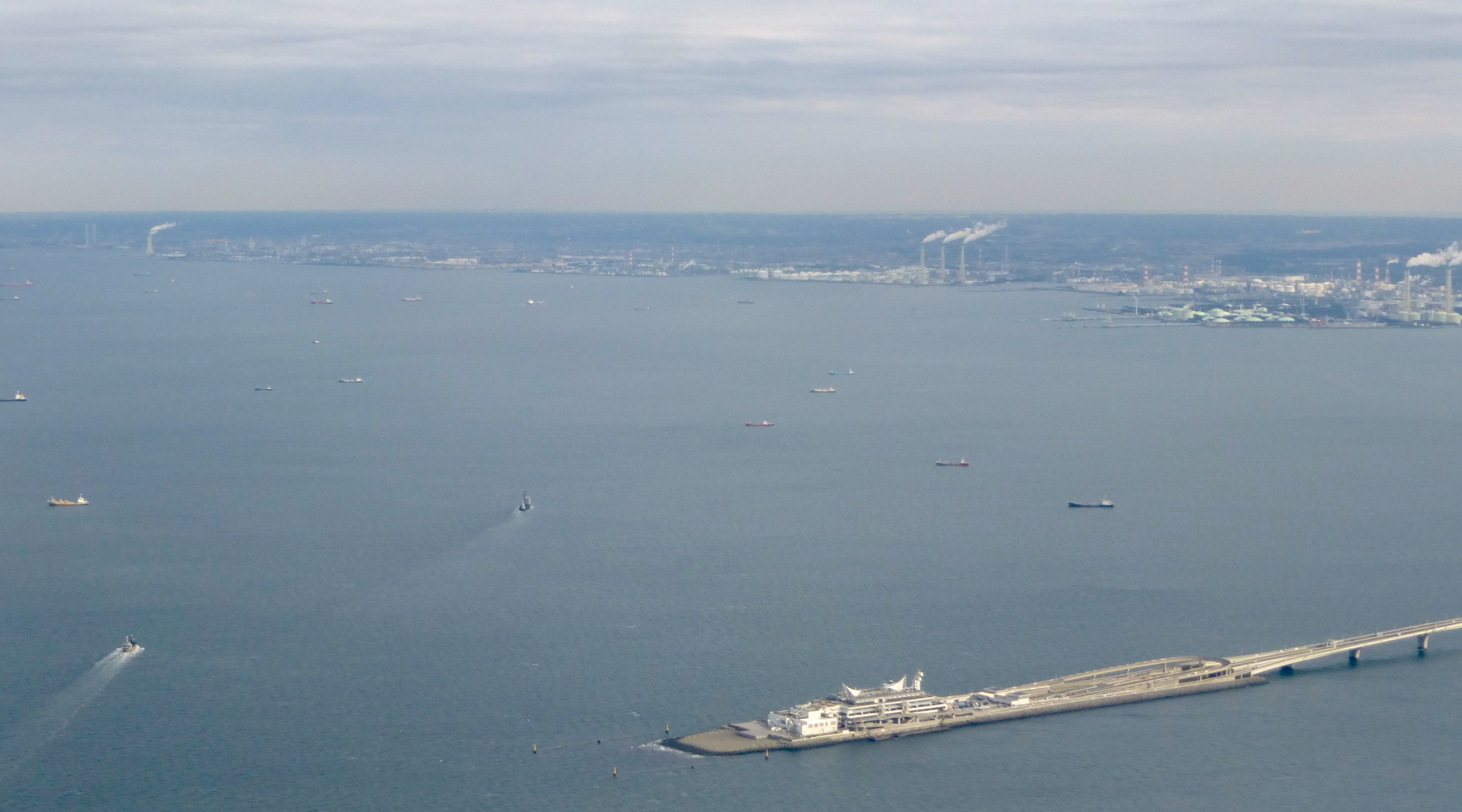
外観（2015年）

木更津人工島の町丁名は「千葉県木更津市中島地先海ほたる」である。木更津人工島は川崎からの東京湾アクアトンネルと、木更津からの橋部分を連結する目的で作られた。アクアラインでは、川崎人工島（風の塔）と並んで2番目の人工島である。

## Uターン
当パーキングエリアでは、来た方向にUターンして引き返すことができる。通行料金はアクアラインの対岸に行く場合と同額である（ETC時間帯別料金については、両方向とも上り線〈木更津→川崎〉の料金が適用される）。なお、本PAから川崎方面のアクアトンネルは危険物積載車両の通行が禁止されているため、万が一木更津方面から本PAまで来た場合は本PAで必ずUターンする必要がある。
- 川崎方面からの場合、川崎側にはアクアラインの料金所がないため、当エリア内の料金所で通行料金を支払う。ETC無線通信決済または自動収受機による精算となる[3]。ETC無線通信装置の整備が遅れていたため、ETC利用者でも一旦停止し、ETCカードを自動収受機のカードリーダーに挿入する必要があったが、2011年3月25日からノンストップでの無線走行が可能となっている。
- 木更津方面からの場合、アクアラインの料金所をもう一度通ることになるため、当エリア内の料金所でUターン証明券を受け取る（ETCの場合はETC無線通信装置が早期に設置されているため、ノンストップでの無線通行が可能となっている）[3]。
  - ブース数は2つで、両方共「ETC/一般」である。またETC通過時の料金表示は「0円」と表示される。

これらのUターン料金所の収受業務は東京湾横断道路サービスに委託されている。Uターンせず対岸に行く場合、料金所を通過しないようになっている。
- ただし木更津方面からの駐車場（2F）が満車になり本線まで渋滞が伸びた場合でさらに川崎方面からの駐車スペースに余裕がある場合は、臨時措置として川崎方面からの駐車場（3F）へ誘導される場合があり、上記料金所を通過することになる。この場合、ブースの右側が「ETC/一般」運用から「一般」運用になり、係員からUターン証明券とこの後の通行方法が書かれたチラシをもらう事になる。出庫時は自動収受機へUターン証明券を挿入する。

## 施設

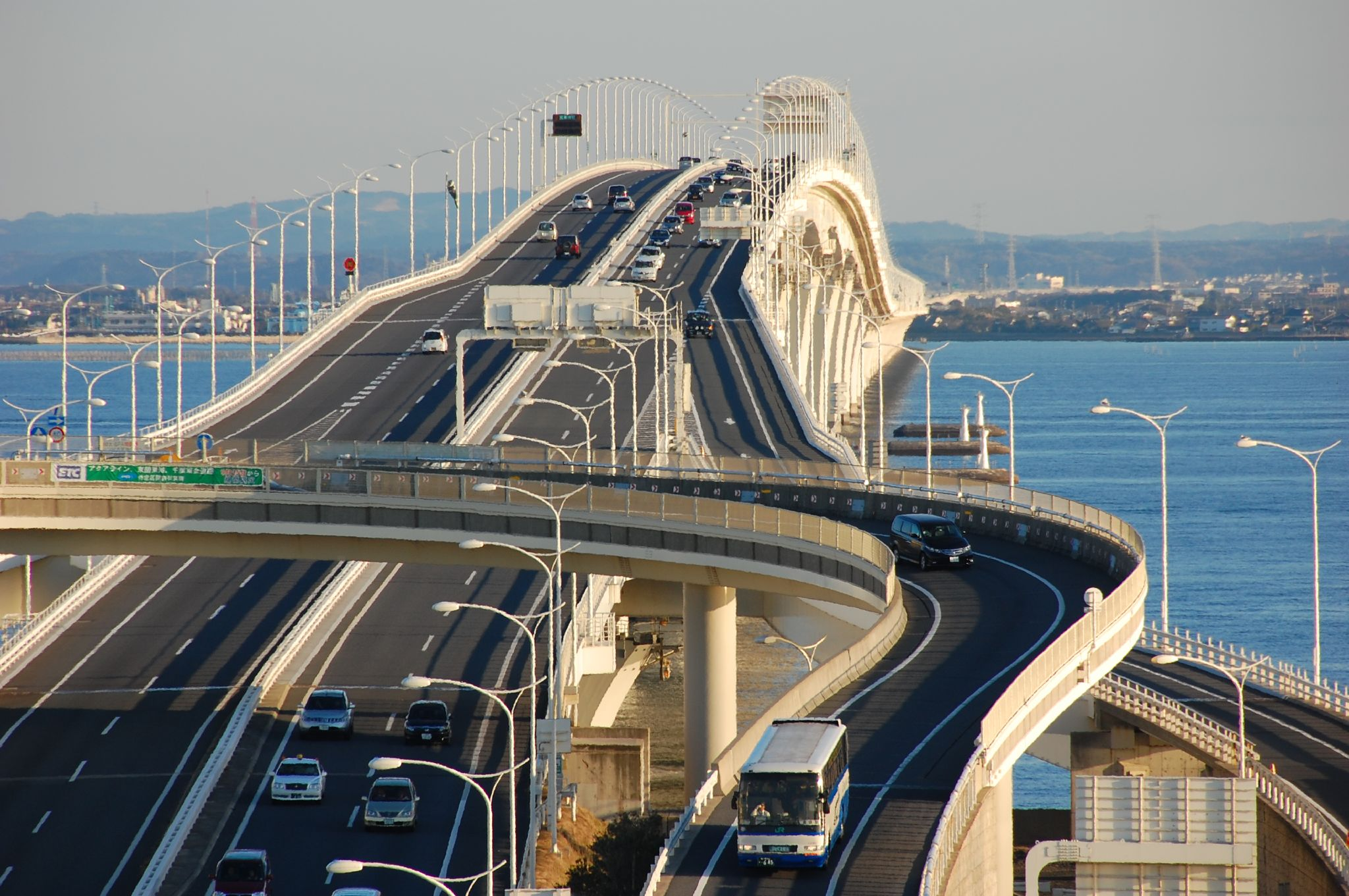
海ほたるPAから木更津側を臨む

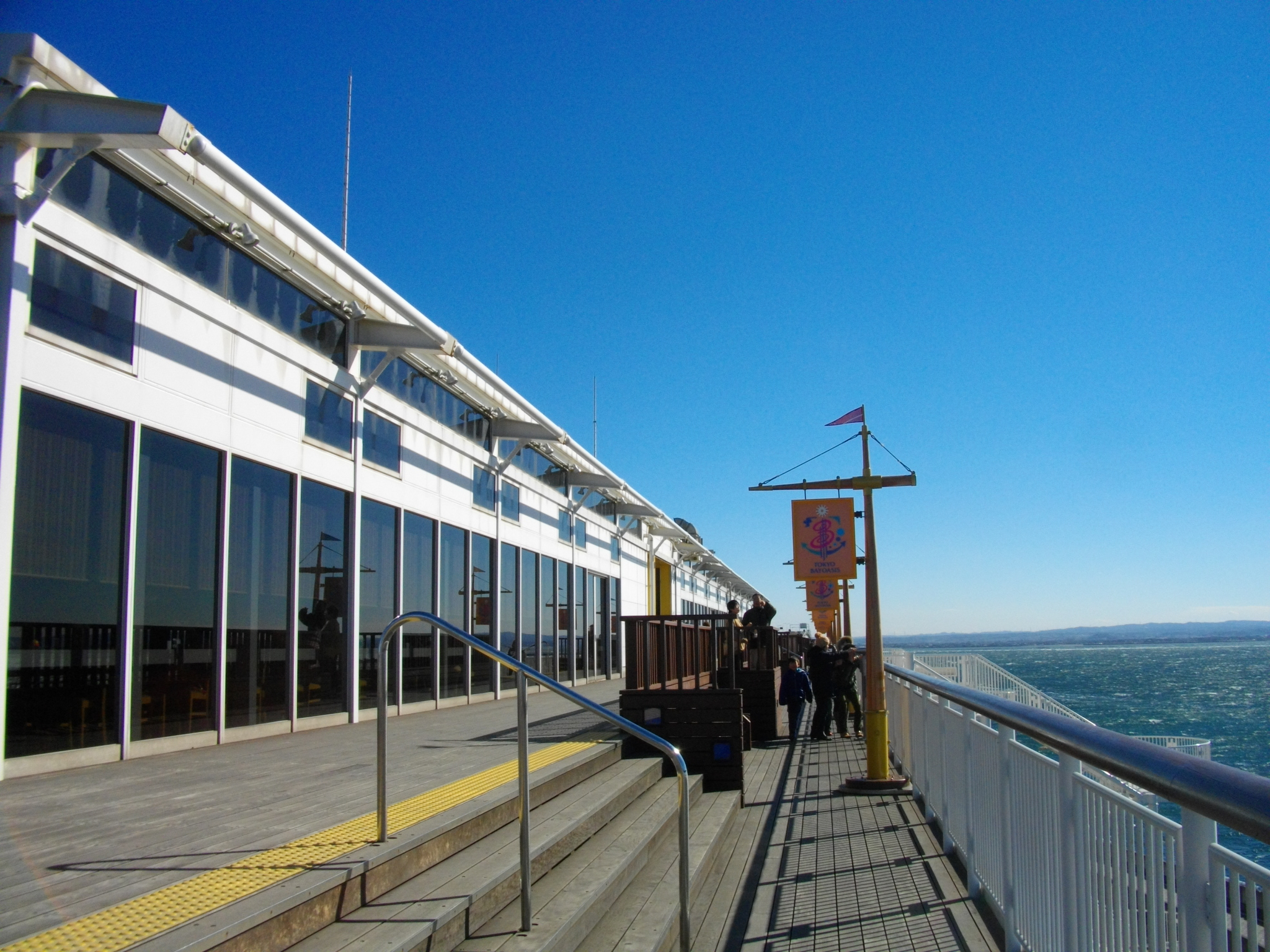
展望デッキ

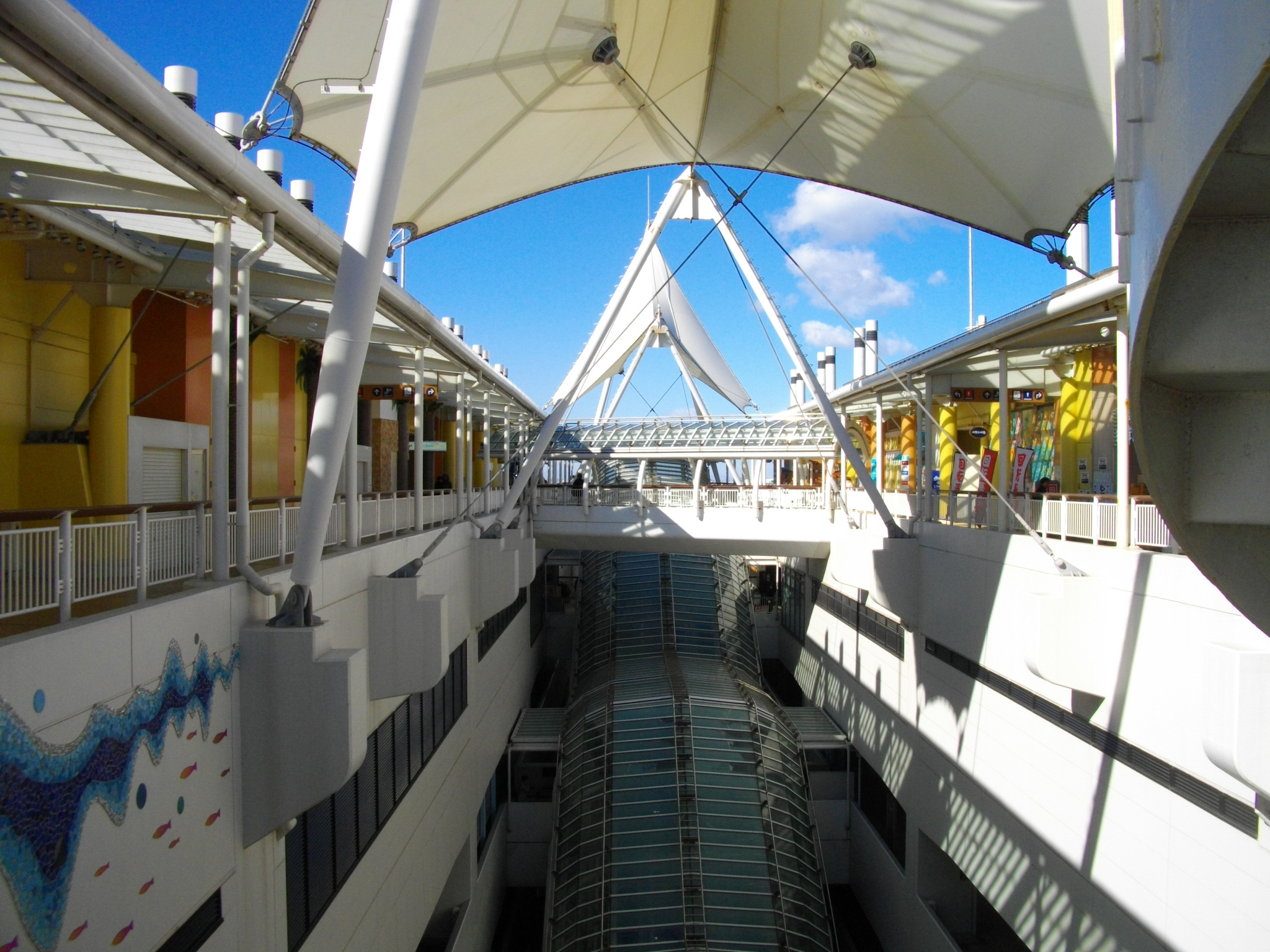
帆を模したオブジェ

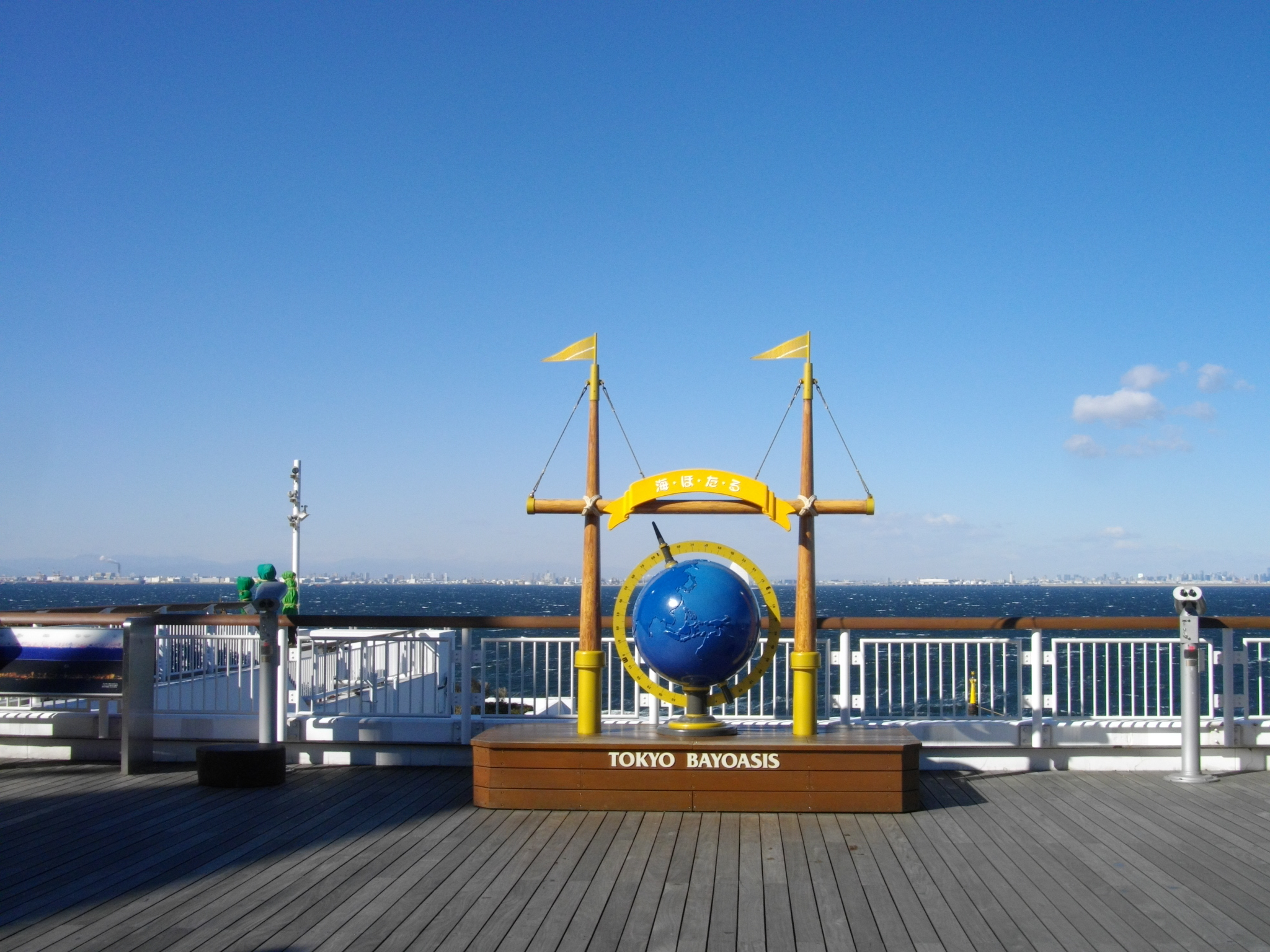
地球儀のオブジェ

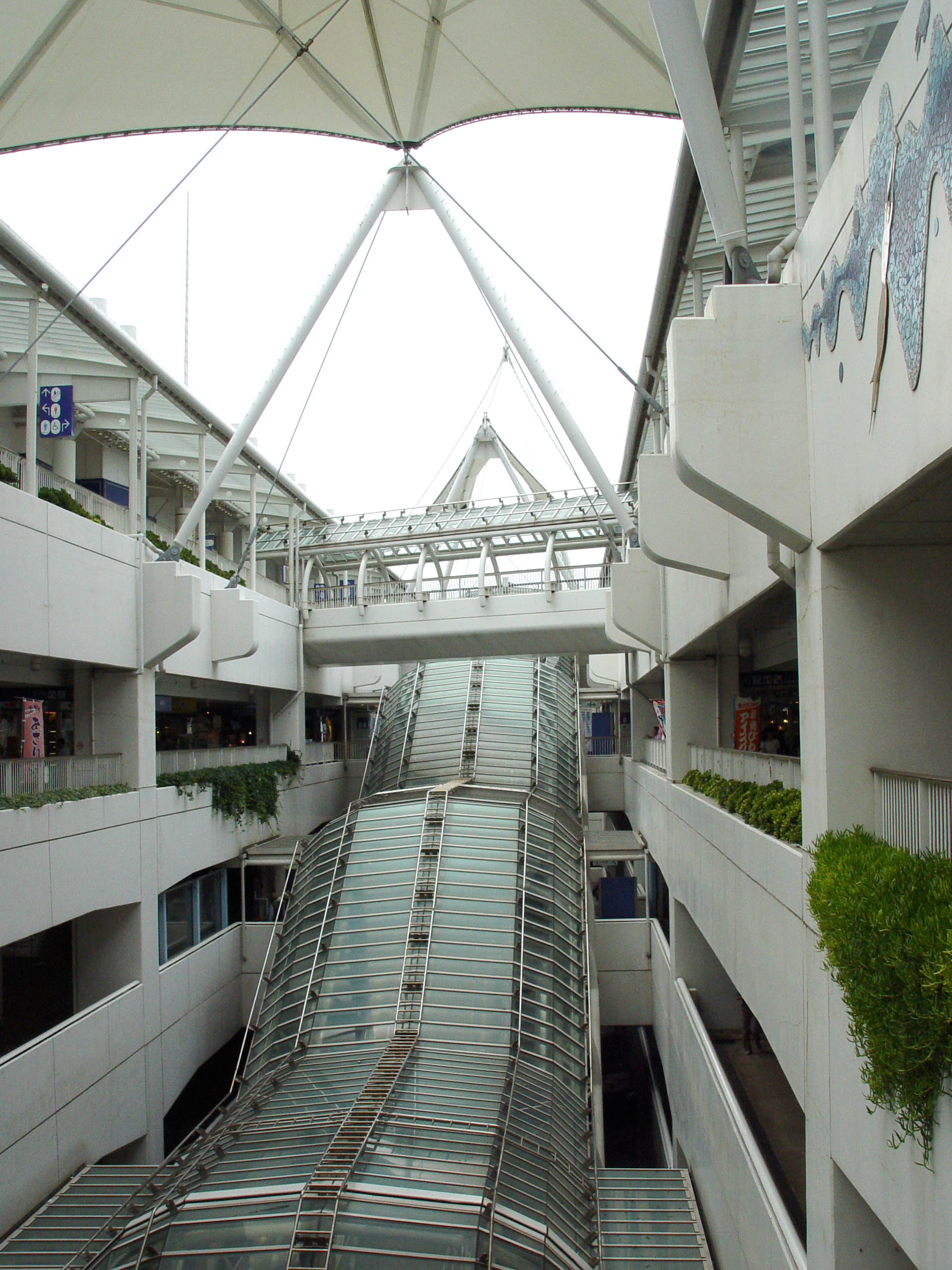
吹き抜け

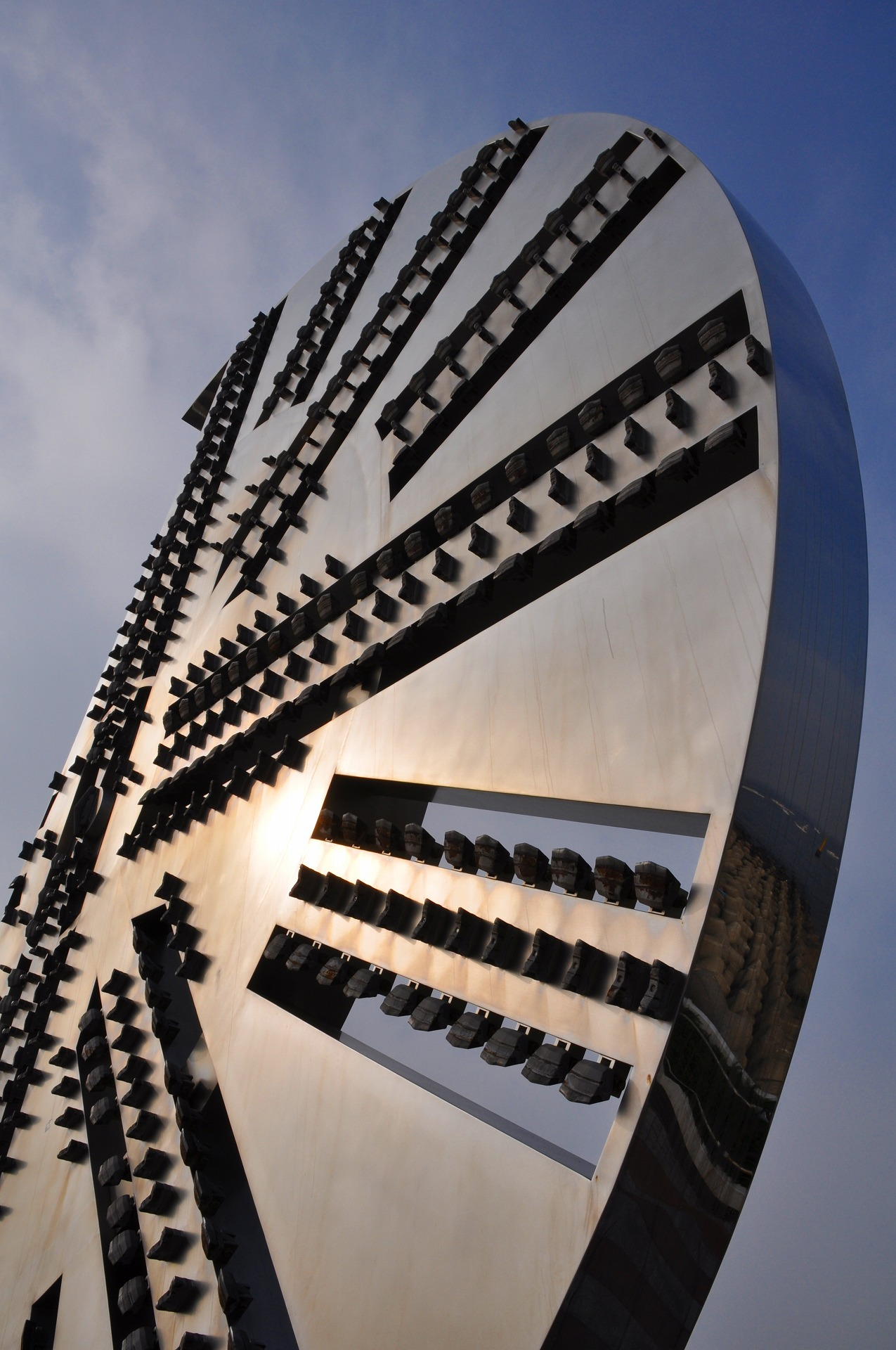
カッターフェイスの巨大モニュメント

上下線とも同一施設を共用する。2018年から2019年に掛けて大規模なリニューアル工事が実施された。
- 駐車場
  - 大型 (1F)：92台
  - 小型 (3F)(川崎側から) : 198台・障害者用 : 5台 (2F)(木更津側から) : 198台・障害者用 : 5台
- トイレ
  - 男性：1階 小22・大10(和1・洋9) 2階 小4・大3 (洋3) 3階 小4・大3(洋3) 4階小4・大4(和1・洋3) 5階 小6・大3(洋3)
  - 女性： 1階 45(和2洋43) 2階 7(洋7) 3階7(洋7) 4階 9(和1・洋8) 5階 9(洋9)
  - 多機能トイレ
  - オストメイト対応トイレ
  - 子供用トイレ（洋式）1～5階の各階のトイレに設置している。
  - 子供用トイレ（男児用小便器）1．4～5階のトイレに設置している。
- 給電スタンド（24時間）
- バスターミナル (1F)
- カッターフェイス（巨大モニュメント）(1F) - 東京湾アクアトンネルの掘削に使用したシールドマシンを模したモニュメント。カッタービット（歯）の部分は掘削に使用された実物が取り付けられている。直径14.14メートルのシールドマシンは世界最大規模（当時）[4]。
- 総合インフォメーション (4F)（9:00 - 19:00・土休日8:00 - 19:00）
- 公衆電話 (4F)
- 授乳室 (4F)
- 銀行ATM（イオン銀行）(4F)
- 足ゆ (4F)（8:00 - 19:00・土休日8:00 - 21:00）
- 海ほたる 幸せの鐘 (4F)
- KID'S SPACE (4F)（9:00-21:00）
- タイムカプセルポスト (4F)
- 海が見える大回廊（屋内無料休憩所）(4F)（24時間）
- 無人撮影システム ファンフォト 写Goo (4F)（24時間）
- うみめがね〜アクアラインシアター〜 (5F)（9:00 - 19:00）
- ペット水飲み場 (5F)
- 写真撮影サービス (5F)（要予約）

### 施設内店舗
(2023年8月1日現在)
1F
- そば・うどん　かずさ（7:00 - 18:00・土休日7:00 - 20:00）
- ベイ・ブランド　マルシェ店（9:00 - 18:00）

4F
- IDEBOK Sweets Cafe（7:30 - 22:00）
- スターバックス（7:30 - 22:00）
- ウミナカプラザ（9:00 - 22:00・土休日8:00 - 22:00）
- シーフェアリー（9:00 - 20:00・土休日8:00 - 21:00）
- ヨゴリーノ（11:00 - 20:00）
- ぽるとがるCafe（8:00 - 20:00）
- ベイ・ブランド（8:00 - 22:00）
- 海ほたる360℃（9:00 - 21:00・実演コーナー 9:00 - 17:00）
- セブンイレブン (コンビニエンスストア) (24時間）
- アドアーズ (アミューズメント) (7:00 - 24:00）

5F
- マリンコート（フードコート）
  - あさりやcafe（7:00 - 20:30）
  - Homework's TOKYO-BAY BURGER（10:00 - 20:30）
  - 蕎麦 港屋（24時間）
  - 熱麺醤々（10:00 - 20:30）
  - あさりらーめん 波市（9:00 - 24:00）
  - ち〜ば丼（10:00 - 20:30）
  - 炙亭 とんぎゅう（10:00 - 20:30）
- HOTARU cafe（11:00 - 21:00・土休日 10:00-21:00）
- 房総海鮮処 木更津庵（11:00 - 21:00・土休日8:30 - 22:00）
- オーシャンキッチン（11:00 - 21:00・土休日8:30 - 22:00）
- 回転寿司みさき（11:00 - 21:00・土休日11:00 - 22:00）

### 以前あった施設
- サテライトスタジオ・NOA - bayfmやInter FMが使用していた。
- セブン銀行ATM – 現在はセブンイレブン内に設置
- TOYOボディケアー
- 技術資料館「うみめがね」
- ゆーゆー・レスト
- 海ほたるわくわくランド
- 陸5K軒
- てんや
- マリンスイーツ
- 海風
- 潮亭
- 佐世保バーガー
- ファミリーマート
- 郵便ポスト

### バス路線
- 川崎駅東口 - 大師橋駅入口 - 浮島バスターミナル - 海ほたる - 木更津金田バスターミナル - 袖ケ浦バスターミナル - 木更津駅東口
（川崎鶴見臨港バス、小湊鉄道、日東交通の共同運行）
※両方向、乗降共に可能。朝及び夜間の便は海ほたるを通過、PAには入構しない。アクアラインには歩道がなくPA外への徒歩移動ができないため、公式サイトなどでは最終バスに乗り遅れないよう注意喚起が行われている。
- 当PAが開業（アクアライン開通）した当初は、当地を訪れる車両で非常に混雑した為、バス乗降口付近に一般車両（観光バス）と路線バスを識別出来るように客席側を銀紙で覆った黄色回転灯が設置されていた。

### 海上保安庁の設備
海上保安庁 第三管区 千葉海上保安区の海上レーダーが設置されている。こちらのウェブサイトにてにて気象情報がリアルタイムに閲覧出来る。

### 木更津市消防本部の設備
木更津市消防本部 東京湾アクアライン消防車庫が設置され、アクアトンネル専用の消防車3台（木更津①〜③）を有する。ほか、木更津市消防本部の基地局も設置されている。

### 国土交通省東京空港事務所の設備
国土交通省東京航空局・東京空港事務所が設置するフラッシュビーコン（Umihotaru Landmark Beacon）が設置されている。国土交通省航空局の航空路誌（AIP）によれば、羽田空港C滑走路（RWY34R）へ着陸するため（北風好天時）、パイロットが海ほたるを目視で確認し、滑走路方向へ旋回・着陸するという方法（ビジュアルアプローチ）"HIGHWAY VISUAL RWY34R"が設定されている。夜間用の目標として、海ほたる屋上に対空標識用のフラッシュビーコンが設置されている。

## 受賞歴
- 第7回「NEXCO東日本 接客コンテスト」本選大会 - 最優秀"金賞"受賞[7]（ウミナカプラザ）
- 平成26年照明普及賞 受賞[8]

## 舞台・ロケ地とした作品
- 劇場版 コード・ブルー-ドクターヘリ緊急救命-（日本映画）[9][10]
- シン・ゴジラ（日本映画）[11]
- ウルトラマンティガ（特撮テレビドラマ） - 上り車線が25話以降のオープニングに使用。
- 20世紀少年（漫画） - 橋梁やトンネルを破壊され、刑務所として使用。
- スバル・インプレッサ（CM） - トンネルを抜けるとアルプス山脈だったという内容で使用。
- 名探偵コナン 14番目の標的　（アニメ映画） - 本編内は「アクアクリスタル」という架空の施設だったが、EDの実写映像ロケ地として使用された。
- キューティーハニー（日本映画）

## その他
- かつては日本テレビが、当PAに天気カメラを設置していた。
- 各フロアに、シチズン製のデジタルとアナログが一体になった時計が設置されている。
- 潮干狩りのシーズンの土曜・休日など繁忙期には、入場する車でパーキングエリア入口が渋滞し、本線上にまで及ぶ場合もある。

## 隣
CA 東京湾アクアライン
(1)川崎浮島JCT/(1)浮島IC - 海ほたるPA/BS - 木更津金田TB - (2)木更津金田IC